# Study Butte-Terlingua (Teksas)
Study Butte-Terlingua je naseljeno mjesto za statističke potrebe u američkoj saveznoj državi Teksas. Prema popisu stanovništva iz 2010. u njemu je živjelo. stanovnika.